# ノンフィクション全集
ノンフィクション全集（ノンフィクションぜんしゅう）は、筑摩書房で1972年から1974年に刊行されたノンフィクションの叢書。四六版、箱入り、ハードカバー。全24巻。

## 一覧
- 『ノンフィクション全集 1』 1972.4
  - 「処女峰アンナプルナ」（モーリス・エルゾーグ、近藤等訳）
  - 「コン・ティキ号探検記」（トール・ハイエルダール、水口志計夫訳）
  - 「中央アジア探検記」（スウェン・ヘディン、岩村忍訳）

- 『ノンフィクション全集 2』 1972.6
  - 「エヴェレスト」（ウイルフリッド・ノイス、浦松佐美太郎訳）
  - 「実験漂流記」（アラン・ボンバール、近藤等訳）
  - 「世界最悪の旅」（A・チェリー＝ガラード、加納一郎訳）

- 『ノンフィクション全集 3』 1973.7
  - 「フラム号漂流記」（フリッチョフ・ナンセン、加納一郎訳）
  - 「リヴィングストン発見記」（ヘンリー・モートン・スタンリー、村上光彦, 三輪秀彦共訳）
  - 「マッターホルン登攀記」（エドワード・ウィンパー、近藤等訳）

- 『ノンフィクション全集 4』 1973.12
  - 「シベリアの密林を行く」（ウラジーミル・アルセーニエフ、長谷川四郎訳）
  - 「チベット旅行記」（河口慧海、河口正編）
  - 「恐るべき空白 - 死のオーストラリア縦断（アラン・ムアヘッド、尾塩尚訳)

- 『ノンフィクション全集 5』 1972.11
  - 「白ナイル」（アラン・ムーアヘッド、篠田一士訳）
  - 「黄金のパナマ」（デイビッド・ハワース、塩野崎宏訳）

- 『ノンフィクション全集 6』 1972.12
  - 「アイガー北壁の初登攀」（ハインリヒ・ハラー、横川文雄訳）
  - 「K2 - 非情の山」（チャールス・S・ハウストン, ロバート・H・ベーツ、伊藤洋平訳）
  - 「チョゴリザ登頂」（桑原武夫）

- 『ノンフィクション全集 7』 1974.4
  - 「ゴリラ探検記」（河合雅雄）
  - 「長い白雲の国」（ジェラルド・ダレル、川口正吉訳）
  - 「野生にかえれ」（ノーマン・カー、長谷部司訳）

- 『ノンフィクション全集 8』 1973.9
  - 「フィッシュ＝オン」（開高健）
  - 「セレンゲティは滅びず」（B＆M・クシーメック、前田敬作訳）
  - 「青い大陸」（フォルコ・クィリチ、近藤等訳）

- 『ノンフィクション全集 9』 1973.1
  - 「ピグミーとの八年間」（アン・E・プトナム、水口志計夫訳）
  - 「カラハリの失われた世界」（ロレンス・ヴァン=デル=ポスト、佐藤喬訳）
  - 「ブワナ＝トシの歌」（片寄俊秀）

- 『ノンフィクション全集 10』 1974.11
  - 「迷宮の発掘」（レナード・コットレル、高津久美子訳）
  - 「ツタンカーメン発掘記」（ハワード・カーター、酒井傳六, 熊田亨訳）
  - 「コータンの廃墟」（オーレル・スタイン、松田寿男訳）

- 『ノンフィクション全集 11』 1973.2
  - 「大白鮫を追って」（ピーター・マッシスン、斎藤和明訳）
  - 「嵐と凪と太陽」（フランシス・チチェスター、沼澤洽治訳）
  - 「沈黙の世界」（ジャック＝イヴ・クストー、佐々木忠義訳）

- 『ノンフィクション全集 12』 1973.8
  - 「翼よ、あれがパリの灯だ」（チャールズ・リンドバーグ、佐藤亮一訳）
  - 「孤独」（リチャード・バード、村社伸訳）
  - 「ヤワイヤ号の冒険」（大浦範行, 河村章人）

- 『ノンフィクション全集 13』 1974.2
  - 「砂漠の豹イブン・サウド」（ブノアメシャン、牟田口義郎, 河野鶴代訳）
  - 「志士フリメニーツキー」（プロスペル・メリメ、江口清訳）
  - 「ガンジー自叙伝」（マハトマ・ガンディー、木暮義雄訳）

- 『ノンフィクション全集 14』 1972.5
  - 「アラビアのロレンス」（ロバート・ペイン、中野好夫, 沢崎順之助訳）
  - 「ちょっとピンぼけ」（ロバート・キャパ、川添浩史, 井上清壹共訳）
  - 「革命の回想」（チェ・ゲバラ、真木嘉徳訳）

- 『ノンフィクション全集 15』 1972.8
  - 「私の駆け出し時代」（チャールズ・チャップリン、中野好夫訳）
  - 「神との結婚」（ロモラ・ニジンスキー、三田正道訳）
  - 「トロイアへの道」（ハインリッヒ・シュリーマン、永川玲二訳）

- 『ノンフィクション全集 16』 1973.5
  - 「奇妙な果実」（ビリー・ホリデイ、油井正一, 大橋巨泉共訳）
  - 「頭にいっぱい太陽を」（イヴ・モンタン、渡辺淳訳）
  - 「太陽の下の虐殺」（ジャック・デンプシー、常盤新平訳）

- 『ノンフィクション全集 17』 1974.8
  - 「神々のめでし人」（レオポルド・インフェルト、市井三郎訳）
  - 「微生物の狩人」（ポール・ド＝クライフ、秋元寿恵夫訳）
  - 「フロラ・トリスタンの生涯」（J・バーラン、北村良三訳）

- 『ノンフィクション全集 18』 1973.4
  - 「夫ドストエフスキーの回想」（アンナ・ドストエフスカヤ、松下裕訳）
  - 「双頭の鷲 - バートン夫妻」（レスリー・ブランチ、大場正史訳）
  - 「二粒の籾」（藤森栄一）

- 『ノンフィクション全集 19』 1974.6
  - 「ビートルズ」（デヴィス、小笠原豊樹, 中田耕治訳）
  - 「チャーリー・パーカーの伝説」（ライズナー、片岡義男訳）
  - 「ジュービリー・シンガーズ」（J・B・T・マーシュ、皆河宗一訳）

- 『ノンフィクション全集 20』 1972.7
  - 「史上最大の作戦」(コーネリアス・ライアン、近藤等訳）
  - 「真珠湾攻撃」（ウォルター・ロード、大久保康雄訳）

- 『ノンフィクション全集 21』 1973.3
  - 「ベルンハルト作戦」（アンソニー・ピリー、笹川武男訳）
  - 「祖国よ、雪山よ」（D・ハワース、斎藤正躬訳）
  - 「エムデン号最後の航海」（エドウィン・P・ホイト、佐藤亮一訳）

- 『ノンフィクション全集 22』 1972.9
  - 「大脱走」（ポール・ブリックヒル、田村隆一訳）
  - 「ある死体の冒険」（ユーウィン・モンタギュー、北村栄三訳）
  - 「タイタニック号の最期」（ウォルター・ロード、佐藤亮一訳）

- 『ノンフィクション全集 23』 1973.10
  - 「世界をゆるがした十日間」（ジョン・リード、小笠原豊樹訳）
  - 「ヒトラー最後の日」（ヒュー・トレヴァー＝ローパー、橋本福夫訳）

- 『ノンフィクション全集 24』 1972.10
  - 「戦艦ポチョムキンの反乱」（リチャード・ハフ、由良君美訳）
  - 「カタロニア賛歌」（ジョージ・オーウェル、橋口稔訳）
  - 「中国の赤い星」（エドガー・スノー、松岡洋子訳）